# Kvalsund (Herøy)
Kvalsund este o localitate din comuna Herøy, provincia Møre og Romsdal, Norvegia, cu o suprafață de 0,49 km² și o populație de 506 locuitori (2013).